# 蕭同茲
蕭 同茲（しょう どうじ）は、中華民国（台湾）の政治家・ジャーナリスト・実業家。中央通訊社（zh:中央通訊社）の初代社長となるなど、中国国民党の宣伝部門を担った人物である。旧名は異。号は涵虚。一般に字の同茲で知られる。

## 事跡
1908年（光緒34年）に衡陽衡群聯合中学に入学し、1911年（宣統3年）に卒業した。1914年（民国3年）に長沙甲種工業学校機械科に入学し、この間に中華革命党に入党した。1917年（民国6年）に卒業し、湖南電燈公司に就職した。翌年、天津に赴き、フランス資本の永和機械廠で設計士を担当する。まもなく再び湖南にもどり、湖南兵工廠・華実紡紗廠・湖南銅元局などで電機技師などとして働き、1922年（民国11年）秋には、湖南省立乙種工業学校で数学教員を務めた。
1923年（民国12年）9月、湖南省の実力者である譚延闓により湖南討賊群総司令部行政委員として起用され、ここから蕭同茲は政治家としての経歴を開始する。1924年（民国13年）、中国国民党に加入した。1925年（民国14年）春に上海に赴き、上海南洋煙草公司職工同志会書記となる。1927年（民国16年）6月、南京に移り、党中央労工部組織科科長に任命された。1928年（民国17年）2月には、中央宣伝部徴集科科長に転じ、同年下半期には東北の張学良を易幟させるための工作に参与した。1929年（民国18年）冬には同党秘書となる。
1932年（民国21年）5月、蕭同茲は中央通訊社社長に任ぜられ、国民党の宣伝任務に責任を負うことになった。1935年（民国24年）11月、党第5期中央執行委員に選出されている（第6期も同様）。1943年（民国32年）、三民主義青年団第1期中央団部評議員として招聘された。1946年（民国35年）11月、制憲国民大会代表に選出されている。
国共内戦末期の1949年（民国38年）10月、蕭同茲は香港に逃れ、1950年（民国39年）春に台湾へ赴いた。同年9月、中央通訊社の改組に伴い、管理委員会主任委員となる。1957年（民国46年）10月より国民党中央評議委員に選出された（第9期、第10期も同様）。1960年（民国49年）、私立復興戯劇学校董事長になった。1964年（民国53年）12月、中央通訊社の再度の改組に伴い、同社から引退している。その後は総統府国策顧問となった。1969年（民国58年）には文星書店の経営に乗り出している。
1973年（民国62年）11月11日、台北市にて病没。享年79（満78歳）。